# 裁ち合わせ問題
裁ち合わせ問題（たちあわせもんだい、英: dissection problem）とは、幾何学的図形（多面体や球体など）を小さな断片に分割し、新しい図形に再配置する問題。この文脈では、分割は単に（一つの多面体を別の多面体に）切り分けるという。切り分けでは通常、有限個の断片（ピース）だけにする必要がある。さらに、バナッハ＝タルスキーのパラドックスやタルスキーの円の正方形化問題に関連する集合論の問題を回避するために、断片は通常、行儀が良い必要がある。たとえば、断片は互いに素な開集合の閉包に制限されることがある。

## 多角形の裁ち合わせ問題
ボヤイの定理は、内部が互いに素な多角形ピースを使用して、任意の多角形を同じ面積の他の任意の多角形に分割できると述べている。ただし、多面体ピースを使用して任意の多面体を同じ体積の他の任意の多面体に分割できるというのは真実ではない（デーン不変量を参照）。ただし、このプロセスは、3次元の任意の2つのハニカム（立方体など）と、任意の次元の等しい体積の任意の2つのゾーン多面体に対して可能である。
面積が等しい三角形に分割することを等分割という。ほとんどの多角形は等分割できないが、等分割できる場合でも三角形の個数に制限があることがよくある。たとえば、モンスキーの定理では、正方形の等分割は奇数ではないとされている。

## 正三角形の正方形化問題

正三角形を4つに切り分けて正方形に組みなおす。

裁ち合わせ問題は古典的なパズルであり、その中でも有名なのが著名なパズル作家であるデュードニーが1902年に発表した「デュードニーの裁ち合わせパズル」である。このパズルは「小間物行商人のパズル (Haberdasher's Puzzle)」としても知られている。これは、正三角形を4つのピースに切り分けて正方形を作る問題である。しかし、4ピースよりも少ない切り分けによる解があるかどうかは、120年以上にわたって未解決のままであった。
2024年に、北陸先端科学技術大学院大学の鎌田斗南、上原隆平、マサチューセッツ工科大学のエリック・ドメインは、この問題に3ピース以下の切り分けによる解がないことを証明した。鎌田が新しい証明技法を考案し、「3ピース以下の解が存在しない」ことを世界で初めて示した。彼らは、2025年1月27-29日に開催された「冬のLAシンポジウム」で口頭発表を行い、「LA/EATCS-Japan発表論文賞」を受賞した。